# Drugi rzut
Drugi rzut – część ugrupowania bojowego i operacyjnego nie biorąca w danym momencie bezpośredniego udziału w walce. Przeznaczony jest do potęgowania uderzenia w natarciu lub do pogłębienia obrony. Może być wykorzystany do zamiany wojsk pierwszego rzutu, o ile poniosły one zbyt duże straty.